# The Concert
The Concert, livealbum av Christopher Cross, utgivet 19 maj 1998. Albumet var Cross' första livealbum och det är producerat av Christopher Cross och Scott Frankfurt.
Albumet utgavs ursprungligen som en dubbel-CD ihop med livealbumet Walking In Avalon. Båda har senare givits ut var för sig.

## Låtlista
1. Rendezvous (Christopher Cross/Rob Meurer)
2. Never Be The Same (Christopher Cross/Rob Meurer)
3. Back Of My Mind (Christopher Cross/Rob Meurer)
4. Sailing (Christopher Cross/Rob Meurer)
5. Every Turn Of The World (Christopher Cross/Rob Meurer)
6. Deputy Dan (Christopher Cross/Rob Meurer)
7. In The Blink Of An Eye (Christopher Cross/Rob Meurer)
8. Swept Away (Christopher Cross/Rob Meurer)
9. Think Of Laura (Christopher Cross/Rob Meurer)
10. Minstrel Gigolo (Christopher Cross/Rob Meurer)
11. Open Up My Window (Christopher Cross/Rob Meurer)
12. Alibi (Christopher Cross/Rob Meurer)
13. Is There Something (Christopher Cross/Rob Meurer)
14. Arthur's Theme (Best That You Can Do) (Christopher Cross/Burt Bacharach/Peter Allen/Carol Bayer-Sager)
15. Ride Like The Wind (Christopher Cross/Rob Meurer)
16. All Right (Christopher Cross/Rob Meurer)